# إنجل لوند
إنجل لوند (بالآيسلندية: Engel Lund)‏ هي مغنية آيسلندية، ولدت في 14 يوليو 1900، وتوفيت في 15 يونيو 1996.